# Ґрубсько
Ґрубсько (пол. Grubsko, нім. Grubske) — село в Польщі, у гміні Новий Томишль Новотомиського повіту Великопольського воєводства.
Населення — 103 особи (2011).
У 1975-1998 роках село належало до Познанського воєводства.

## Демографія
Демографічна структура станом на 31 березня 2011 року:
|          | Загалом | Допрацездатний вік | Працездатний вік | Постпрацездатний вік |
| -------- | ------- | ------------------ | ---------------- | -------------------- |
| Чоловіки | 61      | 15                 | 39               | 7                    |
| Жінки    | 42      | 6                  | 28               | 8                    |
| Разом    | 103     | 21                 | 67               | 15                   |